# Pablo Tourn
Pablo Damián Tourn Martínez (Rosario, 8 de mayo de 1984) es un futbolista uruguayo. Juega de arquero en el Club Atlético Juanico en la Liga departamental de canelones  departamento de Canelones.

## Clubes
| Club                       | País     | Año       |
| -------------------------- | -------- | --------- |
| Rampla Juniors             | Uruguay  | 2004      |
| Plaza Colonia              | Uruguay  | 2005      |
| Compostela                 | España   | 2006-2007 |
| Central Español            | Uruguay  | 2008      |
| La Luz                     | Uruguay  | 2008      |
| Patriotas                  | Colombia | 2009      |
| Club Atlético Villa Teresa | Uruguay  | 2013      |
| Club Sportivo Cerrito      | Uruguay  | 2014      |
| Club Atlético Villa Teresa | Uruguay  | 2015-2016 |
| Club Nacional de Ombúes    | Uruguay  | 2017      |